# Marko Eugen Florio
Marko Eugen Florio (1820. – 1906.), hrvatski pomorski kapetan, kontraadmiral austro-ugarske ratne mornarice.
Iz hrvatske obitelji Florio iz Prčanja u Crnoj Gori. Istaknuo se u bitci kraj Helgolanda 1864. i u Viškoj bitki ulaskom u stožer austrougarskog admirala W. Tegetthoffa kao zapovjednik korvete Erzherzog Friedrich 1866. godine. Kao poručnik austrijske ratne mornarice sudjelovao je 1848., zajedno s Antonom, austrijskim časnikom, u blokadi Venecije. Zapovijedao je mnogim manjim ratnim brodovima dok mu nije bila povjerena austrijska korveta »Erzherzog Friedrich« kojom je sudjelovao u Višoj bitci. Na prijedlog Tegetthoffa, austrijski car odlikovao je Marka Eugena Leopoldovim redom za hrabrost. God. 1880. dodijeljeno mu je nasljedno austrijsko viteštvo. Umirovljen je 1889. u činu kapetana bojnog broda, a tom prigodom je promaknut u čin kontraadmirala. S njegovim sinom ugasio se viteški ogranak obitelji Florio. U kući Marka Eugena bila je smještena bogata privatna muzejska zbirka.  Brat Marka Eugena, Gaetan, pomorski kapetan, zapovijedao je pomoćnim brodom »Stadium«, u vlasništvu pomorskog društva »Austrijski Lloyd«.